# 800년대
800년대는 800년부터 809년까지를 가리킨다.